# Viacom (1952-2005)
Viacom Inc. (un acrónimo de Video & Audio Communications) fue un conglomerado de medios estadounidense. Durante los años 70 y 80, Viacom era un distribuidor prominente de las series de televisión de CBS tales como Beverly Hillbillies, Perry Mason, Hawai Five-O, Have Gun Will Travel, Andy Griffith Show, Matlock, The Twilight Zone, Gunsmoke, Rawhide y The Wild Wild West. También distribuyeron series sindicadas que se originaron durante los años 80, siendo los ejemplos más grandes el Cosby Show y el Roseanne (producidos por Carsey-Werner Productions, que eventualmente comenzaron a distribuir su propia programación).
El 31 de diciembre de 2005, la encarnación original de Viacom se dividió en dos nuevas empresas, dando lugar a la creación de CBS Corporation y la segunda encarnación de Viacom. Esas dos compañías se fusionaron en 2019, formando a ViacomCBS actualmente Paramount Global.

## Historia
El Viacom original comenzó como CBS Films, Inc., la división de redifusión de televisión de CBS establecida en 1952 y renombrada como CBS Enterprises Inc. en enero de 1968. La división fue escindida y renombrada como Viacom en 1971, en medio de las nuevas normas de la Comisión Federal de Comunicaciones (FCC) que prohibieron la gestión de sindicadores por cadenas de televisión (las normas fueron posteriormente derogadas).

### Cadena de adquisiciones
La primera adquisición de Viacom que no era relacionada con su programación ocurrió en 1978, cuando la compañía compró la cadena Sonderling Broadcasting, dándole estaciones de radio en Nueva York, Washington D. C., Houston y San Francisco, y una estación de televisión, WAST (ahora WNYT) en Albany, Nueva York.
En este mismo año, Viacom añadió WHNB-TV en New Britain, Connecticut, cambiando su indicativo de señal a WVIT. A principios de los años ochenta, Viacom ordenó que las estaciones Sonderling deberían ser donadas, intercambiadas, o convertidas en el núcleo para nuevas corporaciones. Por ejemplo, WOL en Washington lanzó el grupo Radio One, que hoy es la mayor corporación de radiodifusión afroamericana. 
En 1983, Viacom compró KSLA-TV en Shreveport, Luisiana, y WHEC-TV en Rochester, Nueva York, en transacciones separadas, seguido en 1986 por KMOX-TV, propiedad de CBS en St. Louis; con la compra, las letras de llamada de esta estación fueron cambiadas a KMOV. 
En 1985, recibió las acciones de Warner-Amex Satellite Entertainment por la empresa en conjunta Showtime Networks, Inc; que incluye los canales Showtime y The Movie Channel. Un año después, Viacom compró MTV Networks, Inc., que era propiedad 100 % de Warner-Amex; obteniendo propiedades como MTV y Nickelodeon.Esto llevó a Viacom a convertirse en una empresa de medios de comunicación en lugar de ser simplemente una compañía de distribución.
En 1986, el propietario de salas de cine National Amusements compró el control de Viacom, que llevó a Sumner Redstone a la compañía. Redstone conservó el nombre de Viacom e hizo una serie de grandes adquisiciones a principios de la década de 1990, anunciando planes para fusionarse con Paramount Communications (anteriormente conocida como Gulf+Western), matriz de Paramount Pictures, en 1993, y comprando la cadena Blockbuster Video en 1994. La adquisición de Paramount Communications en julio de 1994 hizo de Viacom una de las compañías de entretenimiento más grandes del mundo. 
La adquisición de Blockbuster dio a Viacom el acceso a las grandes producciones televisivas controladas por la compañía de Aaron Spelling, Spelling Entertainment; junto con sus propias producciones, Spelling controló los catálogos de la ABC producidos antes de 1973 y NBC a través de Worldvision Enterprises y Republic Pictures. 
En 1999, Viacom realizó su mayor adquisición hasta la fecha, anunciando planes para fusionarse con su anterior matriz, CBS Corporation. La fusión fue aprobada en el año 2000, obteniendo los canales TNN (ahora Spike TV) y Country Music Television (CMT) bajo el control de Viacom, así como las unidades de producción de CBS y los sindicadores de televisión Eyemark Entertainment (anteriormente Westinghouse Broadcasting) y King World Productions. La unidad de producción de CBS y King World (que desde entonces ha sido Eyemark) operaban bajo sus propios nombres; sin embargo, TNN y CMT se fusionaron en MTV Networks casi inmediatamente. 
En 2001, Viacom completó su compra de Black Entertainment Television (BET). Al igual que con TNN/Spike TV y CMT, se integró inmediatamente en MTV Networks, causando cierto escándalo entre los trabajadores de BET en el área de Washington (donde BET estaba basado antes de la fusión). Como resultado, BET fue finalmente desintegrada de MTV Networks. 
Aunque una participación mayoritaria económica en Viacom estaba albergada por accionistas independientes, la familia Redstone mantuvo un 71 por ciento del control de votación de la compañía a través de las explotaciones de National Amusements en la cuota de Viacom.
En 2002, Viacom compró el canal de música independiente TMF, que en ese momento estaba transmitiendo en Bélgica y los Países Bajos. En junio de 2004, Viacom compró VIVA, una clase de versión alemana de MTV. Ese mismo mes, se anunciaron planes para deshacer el interés de Viacom en Blockbuster ese mismo año, por medio de una oferta de intercambio.
También en 2002, Viacom adquirió las cuotas restantes de la cadena de radio Infinity Broadcasting Corporation. En abril de 2003, Viacom adquirió las cuotas restantes de Comedy Central de Time Warner, integrando Comedy Central en MTV Netwoks.

### Cableoperadoras
Desde mediados de los 80 hasta 1995, Viacom operó varios sistemas de televisión por cable ubicados generalmente en las áreas metropolitanas de Dayton, San Francisco, Nashville y Seattle. Varios de ellos se encontraban en las antiguas áreas de televisión por antena de CBS. Los sistemas fueron conocidos como Viacom Cablevision hasta principios de los 90, cuando fueron renombrados a Viacom Cable. En 1995, Viacom Cable tenía aproximadamente 1,1 millones de suscriptores. Viacom vendió los sistemas a TCI en 1995.

### División de 2005

El "Nuevo" logotipo de Viacom introducido el 31 de diciembre de 2005

Después de la salida de Mel Karmazin en 2004, Redstone, quien sirvió como presidente y director ejecutivo, decidió dividir las oficinas de Presidente y Jefe de Operaciones entre Moonves y Freston. Redstone iba a retirarse en un futuro próximo, y una división sería una solución creativa a la cuestión de su sustitución. También fue destinado a ofrecer alternativas de inversión que serían más atractivas para los inversores diferentes – una con un flujo de caja alta y la capacidad de darse el lujo de pagar un dividendo sustancial, y la otra con mayores oportunidades de inversión, que por lo tanto no se le esperó pagar un dividendo.
En marzo de 2005, Viacom anunció planes para estudiar la división de la compañía en dos empresas que cotizaran en bolsa bajo la continua titularidad de National Amusements. La compañía no solo estaba lidiando con el estancamiento del precio de las acciones, sino también con la rivalidad interna entre Les Moonves y Tom Freston, jefes de CBS y MTV Networks, respectivamente. Después de la salida de Mel Karmazin en 2004, Redstone, que sirvió como Presidente y Director Ejecutivo, decidió dividir las oficinas de Presidente y Director de Operaciones entre Moonves y Freston. Redstone estaba dispuesto a retirarse en un futuro próximo, y una división sería una solución creativa para el asunto de reemplazarlo. 
La escisión fue aprobada por la junta directiva el 14 de junio de 2005, y surtió efecto el 31 de diciembre de 2005, efectivamente revirtiendo la fusión anterior de Viacom y CBS (en 1999). El original Viacom fue renombrado como CBS Corporation y estaba dirigida por Moonves. Ahora incluye los "slow-growth businesses" (negocios de crecimiento lento) de Viacom, es decir, CBS, The CW Television Network (una fusión de The WB Television Network y la United Paramount Network), CBS Radio, Simon & Schuster, CBS Outdoor, Showtime, CBS Records, CBS Television Studios, CBS Television Distribution, CBS Studios International, y la mayoría de los activos de producción de televisión. Estos, según unos analistas, estaban sofocando el crecimiento de las empresas de cable de MTV Networks. En adición, CBS Corporation también adquirió el control de Paramount Parks (que era vendida a la Cedar Fair Entertainment Company, una operadora de parques de atracciones, el 30 de junio de 2006) y de la CBS College Sports Network.
Además, CBS Corporation recibió Paramount Parks (que vendió al operador de parque de atracciones Cedar Fair el 30 de junio de 2006) y la CBS College Sports Network. 
Adicionalmente, se creó una nueva compañía spin-off llamada Viacom, que fue dirigida por Freston. Comprendida por MTV Networks, BET Networks, el estudio de cine de Paramount y las operaciones de entretenimiento en casa de Paramount Pictures. Estas empresas se clasifican como las empresas de alto crecimiento (MTV Networks y BET Networks en particular), y si se dividen en una empresa separada, podría infundir nuevos fondos capitales para permitir futuras adquisiciones y expansiones. 
En septiembre de 2006, Redstone despidió a Freston y nombró a Philippe Dauman como nuevo director de Viacom. National Amusements es el administrador de las dos compañías formadas después de la división.

## Nombre
- Con los años, la pronunciación del nombre Viacom ha cambiado. Como señaló Ralph Baruch, el primer presidente de Viacom, se pronunció inicialmente /viː.əkɒm/ (VEE-ə-kom). El locutor Sandy Hoyt usó esta pronunciación al final de los episodios de 1986-87 de Split Second, que Viacom distribuyó en América. Después de la compra de la compañía por parte de Sumner Redstone en 1986, la pronunciación favorecida por Redstone incluida en sus marcas de identificación audible la pronunciación /vaɪ.əkɒm/ (VY-ə-kom). Sin embargo, este no fue el primer uso de este pronunciación; cuando Magnetic Video distribuyó material de la biblioteca de Viacom, su logotipo incorporó la segunda pronunciación como parte de la locución del locutor.
- La antigua línea inferior "Λ VIΛCOM COMPΛNY" utilizado en el logo de Paramount se utilizó hasta 2010, ya que el logotipo original de Viacom fue reciclado para la nueva marca "A vıacom COMPANY" y el logotipo hasta el mismo año.